# 9240 Нассау
9240 Нассау (9240 Nassau) — астероїд головного поясу, відкритий 31 травня 1997 року.
Тіссеранів параметр щодо Юпітера — 3,167.